# U.S. Route 123
La U.S. Route 123 (US 123) est une route auxiliaire de la US 23 se trouvant en Géorgie et en Caroline du Sud. La route parcourt 75,12 miles (120,89 km) depuis la US 23 / US 441 / SR 15 / SR 365 près de Clarkesville, Géorgie vers le nord-est jusqu'à l'I-385 BS à Greenville, Caroline du Sud. La US 123 longe l'I-85 vers le nord et relie les villes de Clarkesville et Toccoa avec l'ouest de l'upstate de Caroline du Sud et les villes de Westminster, Seneca, Clemson, Easley et Greenville.

## Description du tracé

### Géorgie
La US 123 débute à la jonction de la US 23 / US 441 près de Clarkesville. Elle se dirige vers l'est et atteint Toccoa. Au nord-est de la ville, elle atteint la rivière Tugaloo et la traverse, entrant en Caroline du Sud.

### Caroline du Sud
La US 123 entre en Caroline du Sud près de Westminster. Elle y trouve la US 76 et les routes forment un multiplex jusqu'à Clemson, en passant par Seneca. Après avoir traversé Clemson, la US 123 prend la direction du nord-est pour se rendre à Greenville en passant par Liberty et Easley.

## Intersections majeures
Géorgie
 US 23 / US 441 / SR 15 / SR 365 près de Clarkesville
Caroline du Sud
 US 76 à Westminster. Les routes forment un multiplex jusqu'à Clemson.
 US 178 à Liberty
 US 25 à Welcome
 I-385 BS à Greenville